# S.T.S.
S.T.S. (auch STS; Akronym aus „Steinbäcker – Timischl – Schiffkowitz“) war eine dreiköpfige Pop-Rock-Band aus Österreich. Das Trio wurde 1978 von Gert Steinbäcker, Günter Timischl und Schiffkowitz (bürgerlich Helmut Röhrling) gegründet. Alle drei Musiker stammen aus der Steiermark, was immer wieder in ihren Liedern anklingt. Die drei spielen akustische Gitarre und singen die Refrains ihrer Lieder dreistimmig, während der Solopart mit wenigen Ausnahmen vom jeweiligen Komponisten selbst gesungen wird. Instrumentierung und Gesang lassen Einflüsse von Bands wie Crosby, Stills, Nash and Young erkennen.
Bislang erhielt S.T.S. für die Produktionen dreimal eine Goldene Schallplatte, elfmal Platin, dreimal Doppelplatin und einmal Fünffachplatin; sie verkauften 2,5 Millionen Alben. Vor allem ihre Treue zu ihrer eigenen musikalischen Linie und ihre leidenschaftlichen Live-Auftritte machten sie bekannt und beliebt. Die bekanntesten Werke sind unter anderem Fürstenfeld, Da kummt die Sunn, Großvater, Gö, Du bleibst heut Nacht bei mir, Kalt und kälter, Mach die Aug’n zu, Wunder meiner Seligkeit, Überdosis G’fühl und Irgendwann bleib i dann dort.

## Bandgeschichte

### Gründungsjahre
Die drei Musiker gingen bis 1975 getrennte Wege und betätigten sich hauptsächlich in diversen Bands in der Steiermark und Deutschland, ehe sie schließlich als Trio zusammenfanden. Nachdem schon Gert Steinbäcker und Schiffkowitz zeitweise eine lose Formation gebildet hatten, stieß zuletzt auch Günter Timischl dazu. Ein erster öffentlicher Kurzauftritt fand im Zuge des „Forum Stadtpark“ in Graz statt – einer kleinen Veranstaltung, zu der hauptsächlich Dichter geladen waren. Bald darauf folgte ein Engagement zu einem ersten „richtigen“ Auftritt am 4. Dezember 1975, wobei das Trio durch einen englischen Bongospieler ergänzt wurde. Die ersten Auftritte erfreuten sich durchaus einiger Beliebtheit, wenngleich sie nur auf die nähere Umgebung (Graz, Fürstenfeld, Güssing und Gleisdorf) begrenzt waren. Trotzdem wollten sie nach dieser regionalen Tournee erneut getrennte Wege gehen und gaben im April 1976 ihr vermeintliches Abschiedskonzert in Graz.
Die folgenden Jahre stellten die Musikerlaufbahnen der drei auf eine harte Probe. Günter Timischl versuchte sich ohne Erfolg als Solist und hielt sich bis in die Jahre 1976/77 unter anderem als Fensterputzer über Wasser. Er trat schließlich den UNO-Truppen bei und war in Zypern in einer Art „Unterhaltungskompanie“ tätig. Jedoch versäumte er es nicht, ständig eigene Lieder für eine spätere Band zu komponieren. 1978 kehrte er wieder in seine Fürstenfelder Heimat zurück.
Gert Steinbäcker ging 1976 zurück nach Deutschland, wo er sich in einer persönlichen Krise wiederfand. Ständig wechselnde Gelegenheitsjobs und ein damit verbundener musikalischer Stillstand bewogen ihn schließlich, zurück in die Steiermark zu gehen. Dort nahm er eine Single unter dem Pseudonym Stony Becker auf. Die Single trug den Titel Matchless Woman (B-Seite: Catherine) und floppte.
Indes reiste Schiffkowitz im Sommer 1976 in die Vereinigten Staaten, um für einen Radiosender eine Interviewserie mit namhaften Musikern durchzuführen. Der Ausflug trug nach eigener Aussage wesentlich zu seiner persönlichen Entwicklung bei, wobei er „… die Idole (seiner) Vergangenheit von ihrem Podest herunterholen“ wollte. Nach dreieinhalb Monaten kehrte er zurück in die Steiermark, wo der Zivildienst auf ihn wartete. Mit dem Material aus Übersee ging er auch daran, ein Buch zu schreiben. Im Jahre 1978 fanden sich die Musiker erneut zusammen und hoben „S.T.S.“ endgültig aus der Taufe.
Zunächst verfasste man einige Lieder, wobei sich jeder einbrachte und beisteuerte, was er in den Jahren dazwischen komponiert hatte. Die Liedtexte wurden noch zur Hälfte auf Englisch geschrieben, ehe man sich auf die steirische Mundart der deutschen Sprache festlegte. Doch die spärlichen Auftritte, die wiederum auf Graz, Gleisdorf und Fürstenfeld beschränkt waren, veranlassten sie, Nebenjobs anzunehmen. Timischl lernte seine spätere Ehefrau Lotte kennen, Steinbäcker arbeitete unter anderem als Bühnenarbeiter und Komponist für Kinder- und Jugendtheaterstücke. Schiffkowitz schrieb weiter an seinem Buch und arbeitete als freier Journalist. Im Jahre 1979 kam schließlich ihre erste Single heraus, die den Titel Matter of Sex trug und von Schiffkowitz komponiert wurde. Die B-Seite stammte von Gert Steinbäcker und hieß With You. Das Projekt wurde ein Fehlschlag, weshalb sie von der Plattenfirma genötigt wurden, auf Italienisch zu singen. Die drei lehnten dankend ab und kündigten schließlich den Vertrag mit der Produktionsfirma. Matter of Sex und With You wurden in den 1990er Jahren mit deutschen Text als Wirf du einen Schatt’n bzw. Aber niemals neu aufgenommen.
1979 hatte auch die Erste Allgemeine Verunsicherung, die Band von Steinbäckers Jugendfreund Thomas Spitzer, erste Erfolge. Als diese eine Sommertournee planten, schlossen sich S.T.S. an und spielten einige Zeit für „E.A.V.“. Günter Timischl war zudem des Öfteren für die Formation „Opus“ tätig, die er, neben S.T.S., auf zahlreichen Konzerten musikalisch unterstützte. Erst 1980 reagierte die Plattenfirma Ariola auf Live-Demobänder von S.T.S. und produzierte die Single Da kummt die Sunn, eine Schiffkowitz-Adaption des Beatles-Klassikers Here Comes the Sun. Die Rückseite bildete das Lied Geht’s Da Guat von Günter Timischl. Da kummt die Sunn fand sehr guten Anklang im Radio, verkaufte sich allerdings nicht gut. Die Plattenfirma entschloss sich dennoch zu einer LP und so entstand bis März 1981 die Langspielplatte Gegenlicht. Diese war mit 2.000 verkauften Exemplaren immerhin als Achtungserfolg zu betrachten, der Durchbruch ließ trotzdem auf sich warten.
S.T.S. gingen nun auf eigene Faust daran, eine eigene Single aufzunehmen, die den Titel Automaten-Karl trug. Auch hiervon verkauften sich nur wenige Hundert Stück, weshalb sie vor allem von ausgedehnten Konzert-Tourneen lebten. Es folgte die endgültige Abkapselung von E.A.V., um sich ganz den eigenen Projekten widmen zu können. Vorher hatten sie noch dem E.A.V.-Album Spitalo Fatalo einige Lieder beisteuern können. Steinbäcker und Timischl hatten je einen Titel gesungen, während Schiffkowitz Es wird heller geschrieben hatte, den einzigen nicht von Spitzer geschriebenen Titel des Albums, welcher allerdings von Eik Breit vertont wurde.  In dieser Zeit hatte die Formation eine tiefe Krise, wenngleich die vierte Single folgte. Der Vertrag mit Ariola war längst aufgelöst, als die Musiker in einem kleinen Tonstudio im burgenländischen Oberschützen (1983) die Single Irgendwann bleib i dann dort produzierten. Mit 5000 verkauften Exemplaren hielt sich auch jetzt der Erfolg in Grenzen. Das Lied wurde erst zwei Jahre später ein Hit und als „Aussteigerhymne“ bekannt.
Anfang 1984 wurden konkrete Überlegungen zum Thema Aufhören formuliert, wobei man sich zum Ziel setzte, im Falle der Erfolglosigkeit noch maximal bis Jahresende weiterzumachen. In dieser Phase erreichte die Bandmitglieder der Anruf der Wiener Plattenfirma Amadeo, die auf verschickte Demobänder aufmerksam geworden war. Man erklärte sich bereit, eine Langspielplatte zu finanzieren, die in Folge im März und April 1984 in Wien aufgenommen wurde.
Anfang Mai wurde der Öffentlichkeit schließlich die zweite S.T.S.-LP Überdosis G’fühl präsentiert, von der anfänglich nur 500 Stück produziert wurden. Auf der Platte sind Titel wie I hab di Leben g'sehn und Das neue Vaterland. Letzterer Titel warnt vor einer möglichen Wiederkehr des Nationalsozialismus durch die Geschichte eines jungen Manns, der in einer „Sportgruppe“ landet.

### Fürstenfeld
Gerade als man für diese LP zehn Lieder fertig geschrieben hatte, meinte man seitens der Plattenfirma, dass gerade noch Platz für ein Lied wäre. In Erörterung der Situation erinnerte sich Schiffkowitz an ein Lied, das 1982 der oststeirische Musiker Josef Jandrisits komponiert hatte und das den Titel With a Little Help trug. Der von Schiffkowitz getextete Song wurde mit dem Einverständnis von Josef Jandrisits neu arrangiert und mit einem deutschen Text versehen. Das Lied, das nun den Titel Fürstenfeld trug, zielte auf den leidenschaftlichen Heimkehrer und Heimatmenschen Günter Timischl ab und war anfänglich als Parodie gedacht. Dieses Jandrisits-Fürstenfeld war schon Jahre zuvor Bestandteil des Konzertprogramms von S.T.S. gewesen. Nunmehr sollte Fürstenfeld zur ersten Singleauskopplung der neuen LP werden. Mithin gelang dem Trio der Durchbruch – die LP verkaufte sich innerhalb eines Jahres 70.000 Mal (Platin), die Single gar 140.000 Mal.
In der ZDF-Hitparade vom Oktober 1984 gab Dieter Thomas Heck die Absage von STS mit seiner Erläuterung bekannt, dass die Band ihren Titel Fürstenfeld nicht für repräsentativ für ihre Musik hielte.

### Erfolgsjahre
Im selben Jahr musste sich Günter Timischl aufgrund der anbrandenden Erfolgswelle auch von Opus trennen, für die er jahrelang als Bandmusiker mitgewirkt hatte. Der letzte gemeinsame Auftritt erfolgte im burgenländischen Oberwart, aus dessen Livemitschnitt die Single Live Is Life resultierte. Im Sommer 1984 sollte diese weltweit drei Millionen Mal verkauft werden. Indes gingen S.T.S. daran, nach einer ausverkauften Tournee eine neue LP zu produzieren, die den Titel Grenzenlos bekam.
Die noch im Jahre 1985 erschienene LP wurde verkaufsmäßig zu einem noch größeren Erfolg als Überdosis G’fühl und sollte vierfach Platin erhalten. Mit auf der Platte befand sich neben der Nummer Kalt und Kälter auch der Titel Irgendwann bleib i dann dort, der zwei Jahre nach seinem Entstehen die österreichische Hitparade erklomm. Dem Albumerfolg folgte eine ausverkaufte Herbsttournee, wobei das Trio in seinen Auftritten erstmals von dem Keyboarder Ewald Beit unterstützt wurde, der schon bei den ersten Plattenaufnahmen mitgewirkt hatte. Neben den Plattenproduktionen und ausgedehnten Tourneen legten S.T.S. mehrere Monate lange kreative Pausen ein.
1986 folgte mit 50 Konzerten die bis dahin größte Tournee, die das Trio auch nach Deutschland, in die Schweiz und nach Liechtenstein führte. Schon im August 1987 folgte die vierte LP Augenblicke, an deren Entstehung die vertrauten Studiomusiker aus den letzten Produktionen beteiligt waren. Nach einer abermals ausverkauften Sommertournee folgte nun eine lange, zweijährige Pause.
Das tourlose Jahr 1988 wurde mit einem Livemitschnitt S.T.S. – Auf Tour überbrückt; ein Doppelalbum mit Auftritten aus Graz, Linz und Wien. Auch das Jahr 1989 brachte keine musikalischen Neuheiten, dafür aber zwei Sampler (Glanzlichter, Gö, du bleibst…), eine Best-of-Auswahl aus den bisherigen vier Alben.

### Die 1990er-Jahre
Ende des Jahres 1989 kamen S.T.S. erneut langsam in Schwung. Gert Steinbäcker feilte an einem Soloalbum, während Günter Timischl gelegentlich mit der „Magic ’69 Reunion“ auftrat; einer Neuauflage der Band „Magic ’69“, der er bis 1973 angehört hatte. Das sechste S.T.S.-Album ließ folglich nicht lange auf sich warten, bekam den Titel Jeder Tag zählt und wurde von einer ausgedehnten Tournee begleitet. Auch die musikalische Unterstützung wuchs; neben Ewald Beit am Keyboard ist der deutsche Schlagzeuger Gerhard Wennemuth, der 1984 zum besten in Österreich lebenden Schlagzeuger gewählt wurde, seit dieser Tournee ständiger Begleiter von S.T.S. Daneben rundete Erich Buchebner an der Bassgitarre die Band ab. Der typische Arbeitsrhythmus von S.T.S. stellte sich nun ein. Auf eine Plattenproduktion folgte eine lange Tournee, auf die eine mehrmonatige Arbeitspause folgte.
1990 erschien das Album Jeder Tag zählt mit der Single Drago. Im Juni 1992 legte die Band ihr insgesamt zehntes Album Auf a Wort nach. Hier wird vor allem das persönliche Engagement der Band gegen Rechtsextremismus deutlich, das in Schiffkowitz’ – direkt aufeinanderfolgenden – Liedern Wo sind all die Menschen hin und Und es ist so schön da gipfelt. In ersterem Lied, welches in eher rockigem Gewand daherkommt, wird das Verschwinden Menschen ethnischer Minderheiten in ganz Europa und deren Schicksal („Wo san s’ hi, hi san s’, elendiglich verreckt, nackt einitrieb’n ins Gas, in den Ofen einigsteckt“) thematisiert, in letzterem – musikalisch eher verträumt, überwiegend von einer Akustikgitarre und teils einer Violine geprägt – gar auf die Geschehnisse in Konzentrationslagern hingewiesen.
Im Jahr 1993, das programmgemäß eigentlich ein albumfreies Jahr werden sollte, wartete die Band mit einer Überraschung auf. S.T.S. nahm die steirische Landesausstellung zum Anlass und vertonten auf Bitte des Veranstalters Gedichte des steirischen Schriftstellers Peter Rosegger. Das Album erhielt den schlichten Namen Rosegger.
Nach drei Jahren ohne ein „echtes“ S.T.S.-Album meldete man sich im Jahre 1995 wieder zurück. Das erste Mal seit 1981 suchte man wieder ein steirisches Tonstudio auf, das im Besitz des „Opus“-Gitarristen Ewald Pfleger war. Das Resultat war das Album Zeit, auf das eine Tournee mit 50 Konzerten folgte. Auch diesmal füllten sich die großen Konzertsäle und es strömten mehr Menschen zu den Open Airs als je zuvor. Bis dahin war dies die erfolgreichste S.T.S.-Herbst-Tournee mit ca. 150.000 Konzertbesuchern in Österreich und Deutschland. Das Finale bildete im Frühjahr und Sommer 1996 eine Konzertserie von sechs Auftritten, wobei sie in Deutschland gemeinsam mit Pur und Toto auftraten, in Österreich mit Sting und Toto. Noch im gleichen Jahr erschien die Best-of-CD Die größten Hits aus 15 Jahren. Es folgte erwartungsgemäß eine einjährige Pause, in der an einem neuen Album gearbeitet wurde, das 1998 unter dem Namen Volle Kraft erschien. Im Zuge der anschließenden Tournee spielte man fast ausnahmslos auf großen Bühnen wie der Wiener Stadthalle und vier Mal beim Circus Krone München. Im selben Jahr erschien die Best-of-CD Master Series. Volle Kraft sollte für viele Jahre die letzte Studioproduktion sein. S.T.S. konzentrierten sich vielmehr auf ihre groß angelegten Tourneen, deren Erfolg im Gegensatz zur Medienpräsenz nicht verebben wollte.

### Seit 2000
Im Jahr 2000 folgte das Doppelalbum S.T.S. & Band Live, das die musikalischen Stationen der Band aus 20 Jahren noch einmal wiedergibt. Die große Konzertserie ging im Sommer des Jahres 2002 weiter; hier wurden bereits einige Lieder eines folgenden Albums vorausgeschickt. 2003 veröffentlichten S.T.S. ihr Album Herzverbunden, das sie in einer Konzertserie im Herbst 2004 und im Frühjahr und Sommer 2005 auch live präsentieren.
Am 31. August 2007 erschien das Album Neuer Morgen mit 14 neuen Liedern, wovon Ende nie (Steinbäcker) als Promo-Single vorab veröffentlicht wurde. Die Reaktionen der Radiostationen waren sehr zurückhaltend. Aufgrund des Inhaltes des Liedes, es spielt auf den Konflikt zwischen Islam und der westlichen Welt an, war diese Single anscheinend zu unangenehm. Textzeilen wie „ihr westlich dekadenten Ärsche“ oder „Muffti“ waren unter anderem der Grund, warum Radio Steiermark das Lied nicht spielen wollte. In einem Zeitungsinterview sagte der Musikverantwortliche, dass dieses Lied nicht „das positive Lebensgefühl“ vermittle, das Radio Steiermark vermitteln wolle.
Das Best-of-Album Das Beste aus über 30 Jahren Bandgeschichte aus dem Jahr 2011 beinhaltet mit Out of Fürstenfeld ein neues, von Schiffkowitz verschafftes Lied Lied.
Im Jahr 2012 absolvierten S.T.S. ihre Schlusstournee. Als Abschluss erhielten alle drei Bandmitglieder, Schiffkowitz, Timischl und Steinbäcker, das Goldene Ehrenzeichen für Verdienste um die Republik Österreich. Im Juli 2014 gaben S.T.S. bekannt, dass sie in Zukunft nicht mehr gemeinsam auf der Bühne auftreten werden. Als Begründung wurden gesundheitliche Probleme von Günter Timischl genannt.
Im Jahr 2021 hatten S.T.S. einen Gastauftritt bei der Opus-Abschiedstour, bei dem alle drei Bandmitglieder gemeinsam an zwei Abenden auf der Bühne standen. Es war der erste gemeinsame Auftritt nach neun Jahren. Dabei begann zunächst Steinbäcker alleine auf der Bühne mit Großvater und wurde dann von Schiffkowitz und Timischl komplettiert, um gemeinsam den Song Fürstenfeld zu spielen. Als Comeback wollen alle drei Musiker die Auftritte nicht verstanden wissen, auch planen sie aktuell nicht, in Zukunft wieder gemeinsam auf der Bühne zu stehen.

## Die Band
Während S.T.S. in den Achtzigern nur mit akustischen Gitarren und dem Keyboarder Ewald Beit aufgetreten sind, wurden sie seit Anfang der 1990er auch von einer „vollständigen“ Band begleitet:

### Mitglieder vor der Auflösung
- Ewald Beit – Keyboards, Akkordeon

Er studierte mit 24 Jazzklavier und Komposition an der Musikhochschule in Graz und spielte mit vielen österreichischen Bands wie z. B. Wilfried, Franz Morak, Hansi Lang und Stefanie Werger. Daneben schrieb er für diverse TV-Filme die Filmmusik. Seit 1986 unterstützte er S.T.S. bei ihren Auftritten.
- Gerd Wennemuth – Schlagzeug

Gerhard Wennemuth stammt aus Hannover und genoss eine klassische Schlagzeugausbildung an der Musikhochschule Graz. 1984 wurde er von „Jazz-Live“ zum besten in Österreich lebenden Schlagzeuger gewählt. Seit 1990 unterstützte er S.T.S. bei ihren Auftritten.
- Erich Buchebner – Bass

Seit 1983 war Erich Buchebner als Studiomusiker für S.T.S. tätig. Anfang der 1990er Jahre sowie ab 2008 war er auch bei Live-Auftritten zu hören. Freier Studio- und Livemusiker und einer der meistbeschäftigten Bassisten der Austropop-Szene (EAV, Peter Cornelius, Opus, Stefanie Werger uva.). Er studierte an der Musikhochschule Graz Kontrabass, Arrangement und Komposition. Arbeitete mit Jazz-Größen wie Wolfgang Puschnig, Karl Ratzer u. a. zusammen.
- Franz Zettl – Blasinstrumente, Keyboards

Franz Zettl war seit 1994 Fachbereichsleiter am Konservatorium für die Ausbildung an Tasteninstrumenten. Er arbeitete u. a. mit der EAV, Carl Peyer und anderen namhaften Musikern. Er war seit 2001 bei S.T.S.

### Ehemalige Mitglieder
- Peter Szammer – Schlagzeug

Peter Szammer war auf den ersten vier Studioalben als Schlagzeuger von S.T.S. zu hören.
- Erich Reinberger – Bass

Bis 1983 war Reinberger, der mit Schiffkowitz, Günther Timischl und dem „Fürstenfeld“-Komponisten Jandrisits spielte, Bassist im Studio. Bei Studioaufnahmen zum ersten Album Gegenlicht spielte er E-Bass neben dem Kontrabassisten Ewald Oberleitner. Erich Reinberger ist geborener Fürstenfelder und lebt heute in der Nähe von Graz.
- Wolfram Abt – Bass

Abt begann seine Bandkarriere schon mit 16, spielte seither u. a. bei Opus, Robby Musenbichler, Tony Maier uva. 1995 schloss er ein Jazz-Studium ab und war seit 1996 bei S.T.S. Abt starb in der Nacht vom 1. auf den 2. Februar 2008.
- Mischa Krausz – Bass

Krausz ersetzte für die Sommertournee 2008 den verstorbenen Wolfram Abt am Bass. Er ist Musiklehrer in Wiener Neustadt.

## Diskografie
Studioalben

| Jahr | Titel            | Höchstplatzierung, Gesamtwochen, AuszeichnungChartplatzierungen (Jahr, Titel, Platzierungen, Wochen, Auszeichnungen, Anmerkungen) | Höchstplatzierung, Gesamtwochen, AuszeichnungChartplatzierungen (Jahr, Titel, Platzierungen, Wochen, Auszeichnungen, Anmerkungen) | Höchstplatzierung, Gesamtwochen, AuszeichnungChartplatzierungen (Jahr, Titel, Platzierungen, Wochen, Auszeichnungen, Anmerkungen) | Anmerkungen                                                         |
| Jahr | Titel            | DE | AT | CH | Anmerkungen                                                         |
| ---- | ---------------- | --- | --- | --- | ------------------------------------------------------------------- |
| 1981 | Gegenlicht       | — | AT— GoldAT | — | Verkäufe: + 25.000                                                  |
| 1984 | Überdosis G’fühl | — | AT1 ×2Doppelplatin · (34 Wo.)AT                                                                                                   | — | Verkäufe: + 100.000                                                 |
| 1985 | Grenzenlos       | — | AT1 ×5Fünffachplatin · (48 Wo.)AT                                                                                                 | — | Verkäufe: + 250.000                                                 |
| 1987 | Augenblicke      | — | AT1 Platin · (30 Wo.)AT | — | Verkäufe: + 50.000                                                  |
| 1990 | Jeder Tag zählt  | — | AT2 Platin · (16 Wo.)AT | — | Verkäufe: + 50.000                                                  |
| 1992 | Auf a Wort       | — | AT2 Platin · (16 Wo.)AT | — | Verkäufe: + 50.000                                                  |
| 1993 | Rosegger         | — | AT18 (8 Wo.)AT | — | mit Christian Kolonovits                                            |
| 1995 | Zeit             | — | AT1 Platin · (22 Wo.)AT | — | Verkäufe: + 50.000                                                  |
| 1998 | Volle Kraft      | — | AT2 Platin · (16 Wo.)AT | — | Verkäufe: + 50.000                                                  |
| 2003 | Herzverbunden    | — | AT1 Platin · (21 Wo.)AT | — | Nominierung für den Amadeus Austrian Music Award Verkäufe: + 30.000 |
| 2007 | Neuer Morgen     | — | AT1 Platin · (18 Wo.)AT | — | Verkäufe: + 20.000                                                  |

grau schraffiert: keine Chartdaten aus diesem Jahr verfügbar